# 希姆欽
48°23′2″N 25°8′59″E / 48.38389°N 25.14972°E
希姆欽（烏克蘭語：Химчин），是烏克蘭的村落，位於該國西部伊萬諾-弗蘭科夫斯克州，由科索夫區負責管轄，始建於1590年，面積60平方公里，2001年人口3,245，人口密度每平方公里54.1人。